# يوجينة قطعاء
أوجينيا قطعاء (الاسم العلمي:Eugenia truncata) هي نوع من النباتات تتبع جنس الأوجينيا من فصيلة الآسية.